# Nguyễn Rodgers
Nguyễn Rodgers, tên khai sinh là Rodgers Omunsulah Nandwa (sinh ngày 3 tháng 10 năm 1981 tại Kenya) là một cựu cầu thủ bóng đá người Kenya nhập quốc tịch Việt Nam.
Năm 2011, Rodgers đổi tên từ Rodgers Omunsulah Nandwa sang Nguyễn Văn Rodgers và nhập quốc tịch Việt Nam.